# Wrestling Dontaku (2022)
Wrestling Dontaku 2022 fue la decimoctava edición de Wrestling Dontaku, un evento pago por visión de lucha libre profesional producido por New Japan Pro-Wrestling (NJPW). Tuvo lugar el 1 de mayo de 2022 desde el Domo de Fukuoka en Fukuoka, Japón.
Esta fue la primera edición del evento en ser realizada en el Domo de Fukuoka desde el año 2001.

## Antecedentes
El 20 de febrero, en el evento New Year's Golden Series en Sapporo, Kazuchika Okada retuvo el Campeonato Mundial Peso Pesado de la IWGP ante Tetsuya Naito. En las semifinales de la New Japan Cup 2022, Naito obtuvo su revancha y derrotó a Okada para avanzar a la final del torneo. Finalmente, después de defender su título una vez más en el evento Hyper Battle'22, Okada desafió a Naito a una tercera lucha para resolver esta disputa.

## Resultados
En paréntesis se indica el tiempo de cada combate:
- Suzuki-gun (Zack Sabre Jr., Taichi & TAKA Michinoku) derrotaron a Los Ingobernables de Japón (Shingo Takagi & Bushi) y Shiro Koshinaka (10:15).
  - Taichi cubrió a Takagi con un «Taichi Style Gedo Clutch».
  - Después de la lucha, Taichi confrontó a Takagi.
  - Originalmente Tatsumi Fujinami iba a participar en la lucha, pero fue reemplazado por Koshinaka tras haber dado positivo al COVID-19.
- Hiromu Takahashi derrotó a YOH (9:59).
  - Takahashi cubrió a YOH después de un «Time Bomb II».
- Tanga Loa (con Jado) derrotó Yujiro Takahashi (11:33).
  - Loa cubrió a Yujiro después de un «Apeshit».
  - Durante la lucha, SHO interfirió a favor de Yujiro, mientras que Jado lo hizo a favor de Loa.
- Six or Nine (Master Wato & Ryusuke Taguchi) derrotaron a Suzuki-gun (Yoshinobu Kanemaru & DOUKI) y retuvieron el Campeonato en Parejas Peso Pesado Junior de la IWGP (9:10). 
  - Taguchi cubrió a Kanemaru con un «Roll-up».
- Bullet Club (Bad Luck Fale & Chase Owens) derrotaron a United Empire (Great-O-Khan & Jeff Cobb) (c) y Bishamon (Hirooki Goto & Yoshi-Hashi) en un Tongan Tornado Tag Team Match y ganaron el Campeonato en Parejas de la IWGP (9:42).
  - Owens cubrió a Goto después de un «Rocket Launcher Elbow Drop».
- Tama Tonga (con Jado) derrotó a EVIL (con Dick Togo) y ganó el Campeonato de Peso Abierto NEVER (13:25).
  - Tonga cubrió a EVIL después de un «Gun Stun».
  - Durante la lucha, Togo interfirió a favor de EVIL, mientras que Jado lo hizo a favor de Tonga.
  - Después de la lucha,  The Good Brothers (Karl Anderson & Doc Gallows) atacaron a Tonga y Tanga Loa.
- Taiji Ishimori derrotó a El Desperado y ganó el Campeonato Peso Pesado Junior de la IWGP (14:40).
  - Ishimori forzó a Desperado a rendirse con un «Bone Lock».
- Hiroshi Tanahashi derrotó a Tomohiro Ishii y ganó el vacante Campeonato Peso Pesado de los Estados Unidos de la IWGP (23:20).
  - Tanahashi cubrió a Ishii después de dos «High Fly Flow».
  - Después de la lucha, Chase Owens confrontó a Tanahashi, distrayéndolo para ser atacado por Juice Robinson, quien se presentó como nuevo miembro del Bullet Club y se robó el cinturón del campeonato.
  - Originalmente Will Ospreay iba a luchar por el campeonato vacante, pero fue reemplazado por Ishii tras haber dado positivo al COVID-19.
- Kazuchika Okada derrotó a Tetsuya Naito y retuvo el Campeonato Mundial Peso Pesado de la IWGP (34:12). 
  - Okada cubrió a Naito después de un «Rainmaker».
  - Después de la lucha, Jay White atacó a Okada y lo desafió a una lucha por el campeonato, celebrando con el Bullet Club.